# يود (125ي) سي سي 49
يود (125ي) سي سي 49 هو جسم مضاد وحيد النسيلة يحتوي نظير اليود-125 المشع، ويستخدم للكشف عن الأورام. ويستخدم في المقايسة المناعية الشعاعية.
اليود (125ي) سي سي 49 واللوتيشيوم (177لو) سي سي 49 استخدما في الكشف عن الأورام الصلبة لكن التجارب السريرية لم تثبت نجاحهما.